# رالف برينستر
رالف برينستر (بالإنجليزية: Ralph L. Brinster) هو عالم أمريكي في مجال علم الوراثة ولد في 10 مارس 1932

 في مونتكلير ‏، حائز على جائزة قلادة العلوم الوطنية الأمريكية.

## وصلات خارجية
- الموقع الرسمي لجائزة قلادة العلوم الوطنية الأمريكية